# Slovenský Grob
Pour les articles homonymes, voir Grob.
Slovenský Grob (allemand : Windisch-Eisgrub) est un village de Slovaquie situé dans la région de Bratislava.

## Histoire
Première mention écrite du village en 1600.

## Démographie

### Évolution de la population
| Année:               | 1994. | 2004.    | 2014.    | 2024.     |
| -------------------- | ----- | -------- | -------- | --------- |
| Nombre de personnes: | 1737  | 1925     | 2616     | 6133      |
| Différence:          |       | +10,82 % | +35,89 % | +134,44 % |

| Année:               | 2023. | 2024.   |
| -------------------- | ----- | ------- |
| Nombre de personnes: | 5934  | 6133    |
| Différence:          |       | +3,35 % |